# Ärletyranner
Ärletyranner (Stigmatura) är ett litet släkte i familjen tyranner inom ordningen tättingar. Släktet omfattar endast tre arter med utbredning i Sydamerika från nordöstra Brasilien och nordöstra Peru till centrala Argentina:
- Amazonärletyrann (S. napensis)
- Bahiaärletyrann (S. bahiae)
- Större ärletyrann (S. budytoides)